# Ithomia melilla
Ithomia melilla är en fjärilsart som beskrevs av Gustav Weymer 1884. Ithomia melilla ingår i släktet Ithomia och familjen praktfjärilar. Inga underarter finns listade i Catalogue of Life.